# Chytridium caloneidis
Chytridium caloneidis är en svampart som beskrevs av Kadlub. 2001. Chytridium caloneidis ingår i släktet Chytridium och familjen Chytridiaceae.   Inga underarter finns listade i Catalogue of Life.